# Vụ xả súng tại Buffalo 2022
Vào ngày 14 tháng 5 năm 2022, một vụ xả súng hàng loạt đã xảy ra ở Buffalo, New York, tại một cửa hàng Tops Friendly Markets, một siêu thị trong khu phố Kingsley phía đông của thành phố. Mười người thiệt mạng và ba người khác bị thương; 11 trong số các nạn nhân là người da đen. Kẻ bắn súng phát trực tiếp vụ tấn công trên Twitch. Nghi phạm được xác định là 18 tuổi là Payton S. Gendron sinh sống ở Conklin, New York, bị đưa vào giam giữ và bị buộc tội giết người cấp độ một.
Gendron được cho là đã viết một tuyên ngôn, tự mô tả mình là người theo chủ nghĩa thượng tôn da trắng và lên tiếng ủng hộ thuyết âm mưu "Great Replacement". Cuộc tấn công đã được mô tả là một hành động khủng bố trong nước và vụ việc đang được điều tra là có động cơ chủng tộc.